# Salle de garde

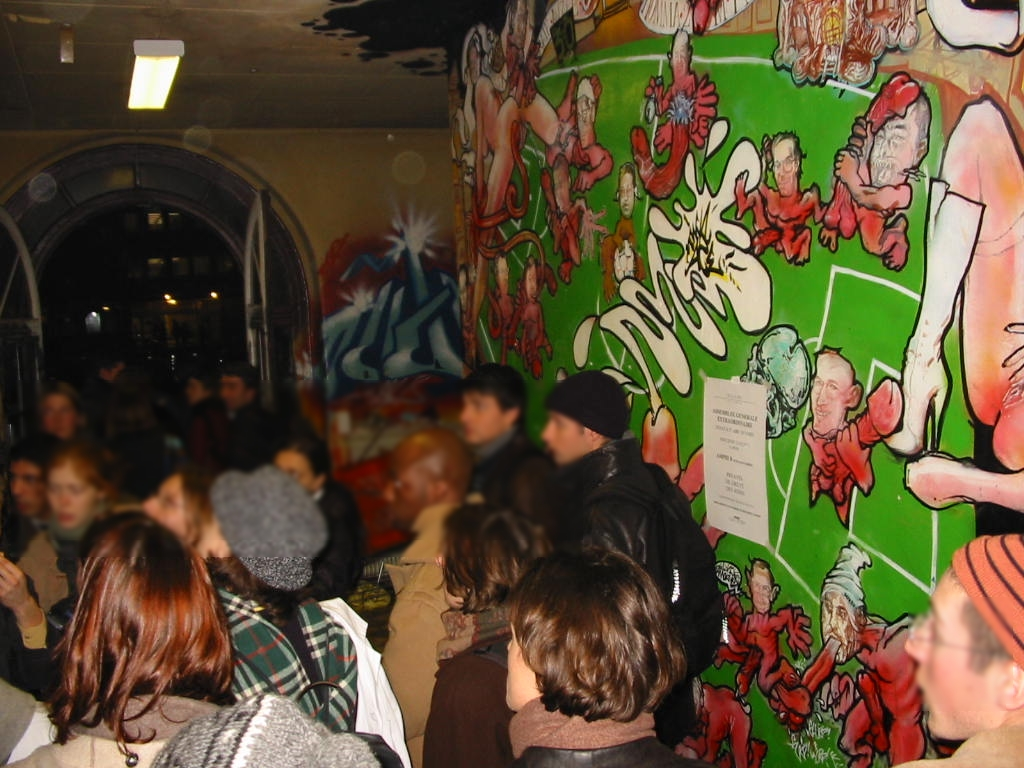
Eingang zum salle de garde des „Hôpital de la Salpêtrière“, Paris. Dezember 2001.

Der Begriff Salle de garde beschreibt einen Bereitschaftsdienstsaal oder Wachsaal und ist in Frankreich in einem Krankenhaus ein abgeschlossener Ort, wo Personen sich während ihres Bereitschaftsdienstes aufhalten. Heutzutage wird er von den Assistenzärzten und deren Gäste genutzt. Im Aufenthaltssaal werden Mahlzeiten eingenommen und er dient der Ruhe und der Entspannung. Der Aufenthaltssaal ist der zentrale Ort im Leben der Assistenzärzte. Somit repräsentiert der Begriff auch zentrale Wesenszüge des französischen Medizinstudiums, die Geisteshaltung und die dort herrschenden Rituale.

## Geschichte
Der Aufenthaltssaal erscheint ab dem 11. Jahrhundert in den städtischen und kirchlichen Krankenhäusern, wo sich langsam der Beruf des Chirurgen aus der Körperschaft der Bader entwickelte. Die Chirurgen übernahmen nach und nach die Leitung des Krankenhauses. Im Gegensatz zu ihren Gehilfen, den späteren Ärzten, die nicht im Krankenhaus wohnten, lebten die Bader vor Ort. Das Krankenhaus stellte ihnen Unterkunft, Speisesaal und Küche: die ‚Salles de Garde‘. Mit der Schaffung des sogenannten Medizininternats Anfang des 19. Jahrhunderts spielt sich das Leben der „Internen“ zunehmend in den Aufenthaltsräumen ab.
In den Bräuchen der Salles de Garde spiegeln sich Bräuche der Bruderschaften und Arbeiter-Gesellenvereinigungen (Steinmetze, Zimmerleute usw.) sowie der Tafelloge der Freimaurer wider.

## Das Internat
23. Februar 1802 (nach dem Französischen Revolutionskalender am 1802, 4 Ventôse an X) wurde das „Internat“ in Paris durch eine Eingabe an den damaligen Minister Jean-Antoine Chaptal begründet.
Das „Internat“ ist das Wohngebäude der Assistenzärzte des Krankenhauses. Heutzutage wohnen die „Internen“ seltener im Krankenhaus, vielmehr ist ein Gebäude der Klinik für diesen Gebrauch reserviert (der Begriff „intern“ meint einen „Arzt/Pharmazeut, der im Krankenhaus lebt“). In Frankreich wurden die „Internen“ je nach ihren Noten seit 1802 aus nationalen Wettbewerben in ein Universitätskrankenhaus (CHU) eingesetzt. Heute erfolgt die Zuteilung zu diesem Medizininternat durch die benotete nationale Prüfung (ECN examen national classant) oder die Prüfung in Pharmazie.
Der Aufenthaltssaal ist der Ort, wo die „Internen“ (die diensthabenden Assistenzärzte) in einer Art Mensa essen und ihre Gäste einladen können. Gäste werden entweder „Fossilien“ (Krankenhausleiter und Praktizierende des Krankenhauses) oder externe „Dinosaurier“ (diensthabende Leiter und praktizierende Krankenhaus-Professoren der Universitäten) genannt.
Die Säle zeichnen sich durch eine lebhafte Atmosphäre aus und sind oft mit anzüglichen Fresken geschmückt. Diese karikieren die Leiter und Mitglieder der Klinik.
Zwar entstanden die „Internate“ erst 1802, doch sind gewisse Traditionen (Bezeichnung „Carabin, carabines“ für einen Studenten der Medizin und seine Freundin) viel älter und stammen teilweise aus der Zeit der Gründung der Universität Montpellier im 11. Jahrhundert.
Der „salle de garde“ wird von einer Gruppe von Studenten verwaltet, die zu Semesterbeginn gewählt wird und jederzeit von Gästen „gestürzt“ werden kann.

## Saalregeln
Die Ärzte, die in den Sälen zu Mittag essen, schließen sich zu Gruppen zusammen und diskutieren nur über Medizin. 
Dabei sind gewisse Regeln einzuhalten, deren Übertretung mit einem „Strafzoll“ belegt werden kann.
Die Gäste platzieren sich in der Reihenfolge ihrer Ankunft in „Fünferanordnung“ (die Tafeln formen ein U). Keine Stelle darf freigelassen werden. Dadurch lernen sich alle Ärzte am Krankenhaus untereinander kennen.
Die Neu-Ankommenden begrüßen alle Gäste durch einen Klaps auf den Rücken, bevor sie sich setzen.
Es ist untersagt, ohne die Genehmigung des Verwaltungsdirektors vom Tisch aufzustehen.
Es ist verboten zu rauchen, bevor der Kaffee auf dem Tisch steht.
Es gibt keine Servietten (man wischt sich am Tischtuch ab).
Klatschen und Applaus ist untersagt, es gelten die Regeln des „Trommelns“.
Der Gebrauch eines Korkenziehers ist im Saal verboten, das Entkorken von Weinflaschen hat mit einem Tischmesser zu erfolgen.
Diese Regeln gelten nicht mehr und die Macht der anwesenden studentischen Selbstverwaltung endet, sobald der Kaffee serviert wird.
Begehen Externe und Gäste einen Regelbruch, muss für den eventuell verhängten „Strafzoll“ der einladende Interne aufkommen.

## Das Trommeln
Eine witzige Bemerkung oder eine zutreffende Erwiderung in einer Diskussion wird sofort beantwortet, indem die Studenten laut auf dem Tisch einen festgelegten Rhythmus trommeln.
Die ältesten Rhythmen sind der „Royale“ und der „Périphérique“. Sie stammen aus der Zeit des 18. Jahrhunderts und wurden vor allem in Paris dazu benutzt, die Ärzte im Krankenhaus zu den Patienten zu rufen und ihnen mit dem Rhythmus die ungefähre Gegend in der Stadt (Place Royale für Stadtzentrum oder Périphérique für Umgebung) anzugeben.

## Der Geist der Säle
Die Säle sind ein Raum der Freiheit und Kreativität. Hier ist innerhalb der oben aufgeführten Regeln alles erlaubt. So können sich die „Internen“ über ihre diensthabenden Vorgesetzten in aller Ungestraftheit lustig machen und anzügliche Lieder sind an der Tagesordnung. Auch die auffallenden Wandbemalung (Fresquen), die sehr oft einen Vorgesetzten der Assistenzärzte zum Thema machen, sind typisch für die Ausschmückung der Säle.